# Túnel de base

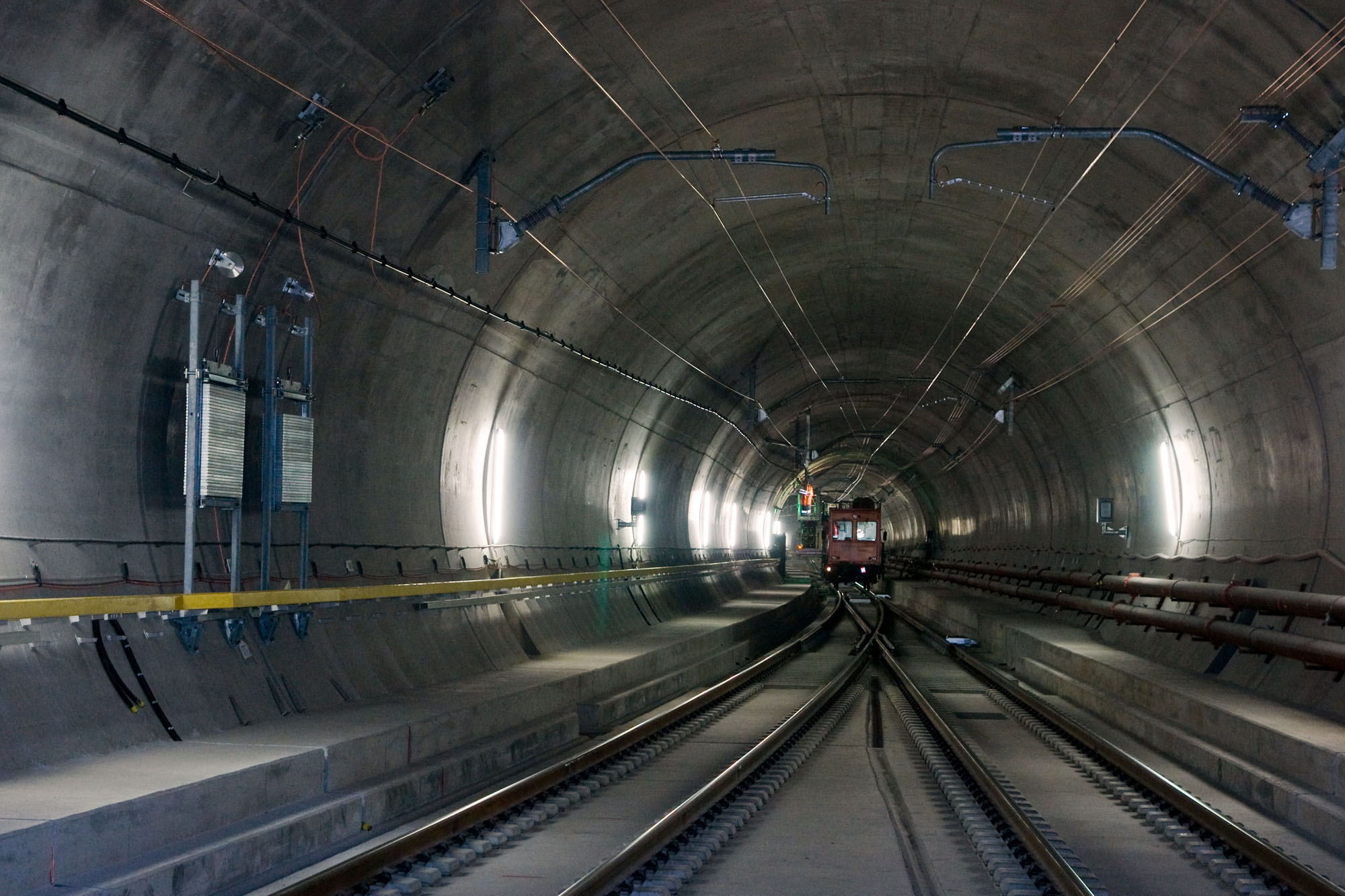
Túnel de base do Gotardo na estação multifunções de Faido, Suíça.

Um túnel de base é um tipo de túnel que é construído através do sopé de uma montanha ou de uma cordilheira.Esse tipo de túnel normalmente conecta dois vales com aproximadamente a mesma altitude.